# 구국황후
구국황후 원씨(瞿國皇后 阮氏; Cồ Quốc Hoàng hậu Nguyễn thị)는 베트남 대구월제국 정 황조 제1대 군주인 대승명황제의 황후이다. 